# Dictionary.com
Dictionary.com es un diccionario en línea cuyo dominio se registró por primera vez el 14 de mayo de 1995. El contenido de Dictionary.com se basa en la última versión del Random House Unbridged Dictionary, con otro contenido del Collins English Dictionary, American Heritage Dictionary y otros.

## Historia
Dictionary.com fue fundado por Brian Kariger y Daniel Fierro como parte de Lexico Publishing, que también inició Thesaurus.com y Reference.com. Cuando se lanzó, fue uno de los primeros sitios de referencia en profundidad de la web. En julio de 2008, Lexico Publishing Group, LLC, fue adquirida por Ask.com, una compañía de IAC, y renombrada Dictionary.com, LLC. En 2018, IAC vendió Dictionary.com y Thesaurus.com a Rock Holdings.  En el momento de la venta, Dictionary.com era el 447º sitio web con más tráfico en los Estados Unidos, según el servicio de seguimiento de sitios web SimilarWeb. En 2015, la compañía estimó que hay 5.500 millones de búsquedas de palabras en su sitio anualmente.

## Características y servicios
Entre sus características, Dictionary.com ofrece una Palabra del día, un solucionador de crucigramas, y un diccionario de cultura popular que incluye las secciones de emoji y jerga. 
En 2010, Dictionary.com comenzó su función anual de la Palabra del año con la palabra 'change'. La selección se basa en las tendencias de búsqueda en el sitio durante todo el año y los eventos de noticias que las impulsan.
La siguiente es la lista de palabras anuales de Dictionary.com a partir de 2010:
- 2010: Change
- 2011: Tergiversate
- 2012: Bluster
- 2013: Privacy
- 2014: Exposure
- 2015: Identity
- 2016: Xenophobia
- 2017: Complicit
- 2018: Misinformation
- 2019: Existential[13]

En abril de 2009, la compañía lanzó su primera aplicación de diccionario en la App Store de iOS que permite a los usuarios buscar definiciones y sinónimos. La aplicación también incluía acceso a audios de pronunciaciones, indexación alfabética y oraciones de ejemplo de sinónimos. Desde entonces, Dictionary.com lanzó una aplicación independiente de sinónimos llamada Thesaurus Rex junto con aplicaciones educativas, Dictionary.com Flashcards, Word Dynamo y Learning to Read with Zoo Animals. A principios de 2020, en respuesta a las necesidades de educación en el hogar bajo cuarentena de COVID-19, Dictionary.com lanzó una plataforma de Centro de Aprendizaje en el Hogar. El brote de coronavirus llevó a la adición de nuevas palabras al diccionario principal (e.g. fomites) y al diccionario de jerga (e.g. 'rona').